# Anna Strnadová
Anna Strnadová (* 26. května 1950 Petrov nad Desnou) je česká spisovatelka a pedagožka.

## Život a dílo
Narodila se v Petrově nad Desnou. Vystudovala Pedagogickou fakultu Univerzity Palackého v Olomouci, obor čeština-francouzština. Vyučovala na základních školách v šumperském okrese, jedenáct let působila jako ředitelka na Základní škole v Petrově nad Desnou.
Debutovala roku 2014 básnickou sbírkou Opožděně, v roce 2015 vyšla sbírka povídek Prohry a v témže roce její novela V oknech červené muškáty. Román Emigrantka vydala v roce 2018, o rok později román Nebeské komando. V roce 2019 vyšel také román Maxl žhář, který byl téhož roku oceněn Literární cenou týdeníku Reflex. Román Prodloužená sonáta života Boženy Němcové vyšel v roce 2020, o rok později vyšla kniha … stačilo jen říct Jáchymov. V roce 2023 vydala autorka román Volyňská rapsodie.
Ve svých knihách zpracovala často náměty ze Šumperska, například v románu Nebeské komando byla inspirována životem Gustava Lindemanna, v knize Maxl žhář příběhem Maxmiliána Novotného, v románu … stačilo jen říct Jáchymov životem Miroslava Hampla. Román Volyňská rapsodie vznikl na základě osudů jejích rodičů a dalších volyňských Čechů.